# Znieczulenie ogólne
Znieczulenie ogólne (pot. narkoza) – kontrolowane, odwracalne (czasowe) i całkowite zniesienie bólu, świadomości i odruchów obronnych osoby znieczulanej. Od czasu wprowadzenia eteru popularnie nazywane narkozą (nazwa historyczna). Znieczulenie ogólne polega na okresowym zahamowaniu czynności ośrodkowego układu nerwowego przy jednoczesnym utrzymaniu funkcji ośrodków podtrzymujących życie (np. ośrodka oddechowego odpowiadającego za regularne oddychanie). W stan taki wprowadza się pacjentów przed bardzo bolesnymi zabiegami, np.: operacje chirurgiczne, nastawianie złamanych kości, usuwanie zębów i niektóre zabiegi diagnostyczne. Substancje służące do wprowadzania człowieka w stan znieczulenia ogólnego nazywa się anestetykami, a specjalność lekarska zajmująca się znieczuleniami to anestezjologia.
Elementy składowe znieczulenia ogólnego to:
- zniesienie świadomości (hypnosis)
- zniesienie bólu (analgesia)
- zwiotczenie mięśni szkieletowych (relaxatio)
- zniesienie odruchów (areflexia).

Stan wyłączenia wszystkich 4 czynności ustroju nazywa się anestezją.
Istotnym, choć nie przez wszystkich autorów uznawanym elementem anestezji jest niepamięć wsteczna (amnesia).
Etapy znieczulenia ogólnego to:
- premedykacja farmakologiczna – okres przygotowania pacjenta do zabiegu przed podaniem właściwego środka znieczulającego. W czasie premedykacji często podaje się pacjentowi leki uspokajające, neuroleptyki[potrzebny przypis] lub inne leki ułatwiające zniesienie stresu związanego z operacją i przygotowujące pacjenta do zabiegu. W okresie tym stosuje się również odpowiednią, zależną od rodzaju zabiegu, dietę.
- wprowadzenie (indukcja) – okres od rozpoczęcia podawania anestetyku do uśnięcia pacjenta. W zależności od drogi podania leków wyróżnia się cztery rodzaje indukcji:
  - wziewną
  - dożylną
  - domięśniową
  - doodbytniczą.

Można też podawać kilka anestetyków jednocześnie, różnymi drogami (indukcja mieszana).
- podtrzymanie (kondukcja) – polega na podawaniu kolejnych dawek leków znieczulających, przeciwbólowych i rozluźniających tak, aby pacjent pozostawał w stanie znieczulenia przez wymagany danym zabiegiem czas.
- zakończenie znieczulenia (wybudzenie) – przebiega bez ingerencji lekarza lub dzięki podaniu substancji będących odtrutką wobec zastosowanych wcześniej anestetyków. W okresie wybudzania (jak i całego czasu pozostawania w stanie narkozy) pacjent powinien być stale pod opieką lekarską, gdyż użyte leki znieczulające mogą nadal wywierać swoje efekty niepożądane.

Podczas znieczulenia ogólnego istnieje niewielkie ryzyko (około 0,1–0,2%) tzw. świadomości śródoperacyjnej – niezamierzonej świadomości podczas operacji. Ryzyko śmierci w wyniku zastosowania znieczulenia ogólnego wynosi ok. 0,001%.